# Päarsjön
Päarsjön är en sjö i Ulricehamns kommun i Västergötland och ingår i Ätrans huvudavrinningsområde. Päarsjön ligger i Komosse (västra) Natura 2000-område.